# 129073 Sandyfreund
129073 Sandyfreund este o planetă minoră (asteroid) din centura de asteroizi. A fost descoperită pe 9 noiembrie 2004 la Catalina Station⁠(d) de Catalina Sky Survey. 
Obiectul prezintă o orbită caracterizată de o semiaxă mare de 3,1498122793589 UAi, o excentricitate de 0,13, o înclinație de 3,3 ° în raport cu ecliptica.